# عشق بی دردسر
عشق بی دردسر (انگلیسی: Painless Love) یک فیلم کمدی صامت کوتاه به کارگردانی چارلی چیس است که در سال ۱۹۱۸ منتشر شد. از بازیگران این فیلم می‌توان به اولیور هاردی، بیلی آرمسترانگ و چارلز اینسلی اشاره کرد. این فیلم در زمان اکران در شیکاگو با سانسور چندین صحنه مواجه شد.